# Aspasius Paternus
Aspasius Paternus est un homme politique et un sénateur de l'Empire Romain. Il est notamment connu pour avoir jugé et condamné Cyprien de Carthage à l'exil.

## Biographie
Aspasius n'appartient pas à la haute aristocratie romaine. Il est le descendant d'un rhéteur spécialisé dans la langue grecque (« ab epistulis graecis ») et promu sénateur par le biais de l'« adlectio ». L'hypothèse est en tout cas généralement retenue, même si elle n'est pas avérée.
Il semble qu'Aspasius soit proconsul d'Afrique en 257, et un Paternus dont l'identité n'est pas certaine occupe encore cette fonction en 268.
C'est devant Aspasius, en tant que proconsul, que comparaît le 30 août 257 Cyprien, premier évêque de Carthage. Paternus envoie l'évêque en exil à Curubis, soit l'actuel Korba,,.

### Identification avec Paternus, préfet de Rome
Aspasius Paternus pourrait être la même personne que le sénateur romain Paternus, consul suffect vers 247, Préfet de Rome en 264/266, puis consul II en 268. Ce Paternus a été mis à mort par Claude II le Gothique car celui-ci était un partisan de Gallien,.